# 短柄紫金牛
短柄紫金牛（学名：Ardisia silvestris）为报春花科紫金牛属下的一个种。

## 扩展阅读
- 維基物種上的相關：短柄紫金牛